# Criolite (minerale)
La criolite (simbolo IMA: Crl) è un minerale del supergruppo della perovskite, all'interno del quale viene collocato nel gruppo delle perovskiti non stechiometriche e da lì al sottogruppo della criolite; appartiene alla famiglia minerale degli "alogenuri" e possiede composizione chimica Na2NaAlF6.
Da un punto di vista chimico è un fluoruro di sodio e alluminio.

## Etimologia e storia
Il nome criolite deriva dalla fusione di due parole del greco antico, κρύος ('kryos', gelo) e λίθος ('lithos', pietra) che significa "pietra di ghiaccio" in allusione al suo aspetto.
Il minerale era già noto ai groenlandesi all'inizio del XVIII secolo. Lo usavano per appesantire le tende e le reti da pesca e lo mescolavano in polvere con il tabacco da fiuto. I primi campioni del minerale giunsero in Danimarca dai missionari e/o dai groenlandesi, dove fu descritto per la prima volta nel 1795 dal chirurgo militare e assistente professore di una società di scienze naturali a Copenaghen, Heinrich Christian Friedrich Schumacher, anche se erroneamente fu presentato come spato. La breve nota di Peter Christian Abildgaard (1740-1801) nell'Allgemeine Journal der Chemie del 1799, a cura di Alexander Nicolaus Scherer, è considerata una pubblicazione tipo:
(Peter Christian Abildgaard: Norwegische Titanerze und andre neue Fossilien)
Un anno dopo, una traduzione in francese apparve sulla rivista scientifica francese Annales de Chimie.
Grazie alla sua facile fusione, Abildgaard diede al minerale il nome criolite, dal greco antico κρύος ('krýos', che significa "gelo, freddo") e dal greco antico λίθος ('líthos', che significa "pietra"). Il nome comune tedesco "Eis-Stein" – che deriva dal suo aspetto caratteristico di ghiaccio massiccio – è dovuto a una traduzione errata della parola greca κρύος, che non significa "ghiaccio", ma "gelo". La parola greca per ghiaccio è κρύσταλλος ('krýstallos'). I groenlandesi di Ivittuut e della zona circostante chiamavano il minerale orsugisat, a causa della sua somiglianza col grasso di foca, il cui nome è "orsok".
Non si è conservato alcun campione tipo attinente alle prime indagini e descrizioni. Diverse fonti affermano che il campione tipo per la criolite si trova presso l'Università di Copenaghen in Danimarca. Tuttavia, il catalogo dei minerali tipo dell'Associazione Mineralogica Internazionale (IMA) indica che il campione tipo (cotipo) per la criolite è conservato nella collezione del Muséum national d'histoire naturelle a Parigi (Francia), e lì nella "Galerie Nationale de Minéralogie et de Géologie", sebbene non siano forniti numeri di catalogo. A causa della sua scoperta e della prima descrizione avvenuta prima del 1959, la criolite è uno dei minerali riconosciuti con status protetto, che sono indicati come grandfathered (G) dall'IMA e non ha un numero IMA effettivo.

## Classificazione
Nella classica nona edizione della sistematica dei minerali di Strunz, aggiornata dall'Associazione Mineralogica Internazionale (IMA) fino al 2009, elenca la criolite nella classe "3. Alogeni" e nella sottoclasse "3.C Alogeni complessi"; questa è ulteriormente suddivisa in base alla composizione del minerale, in modo da trovare la criolite nella sezione "3.CB Neso-alluminofluoruri" dove insieme a elpasolite e simmonsite forma il sistema nº 3.CB.15.
Tale classificazione è mantenuta anche nell'edizione successiva, proseguita dal database "mindat.org" e chiamata Classificazione Strunz-mindat.
Nella Sistematica dei lapis (Lapis-Systematik) di Stefan Weiß la criolite si trova nella classe degli "alogenuri" e nella sottoclasse degli "alogenuri doppi"; quei è nella sezione degli "[alogenuri] con [composizione] [BF4]1-, [SiF6]2- e [AlF6]3-", dove forma il sistema nº III/B.03 insieme a criolitionite, colquiriite, simmonsite, elpasolite, fluornatrocoulsellite, bøgvadite, jørgensenite, jarlite e calcjarlite.
Anche nella classificazione dei minerali secondo Dana, usata principalmente nel mondo anglosassone, la criolite si trova nella classe degli "alogenuri" e nella sottoclasse dei "complessi alogenuri"; qui è nella sottoclasse dei "fluoruri di alluminio - ottaedri isolati", dove si occupa il sistema nº 11.6.1.

## Abito cristallino
La criolite cristallizza nel sistema monoclino nel gruppo spaziale P21/n con i parametri reticolari a = 7,7564(3) Å, b = 5,5959(2) Å, c = 5,4024(2) Å, oltre a 2 unità di formula per cella unitaria.

## Chimica
La prima analisi qualitativa della criolite è stata effettuata da Abildgaard, che trovò "acido di allumina e fluorite", cioè alluminio (in realtà ossido di alluminio, Al2O3) e acido fluoridrico (HF). La prima analisi chimica quantitativa è stata condotta da Martin Heinrich Klaproth, che ha rilevato sodio nella criolite, che era stato trascurato dai precedenti ricercatori (ossia Abildgaard, José Bonifácio de Andrada e Silva, Louis-Nicolas Vauquelin):
(Martin Heinrich Klaproth: Chemische Untersuchung des Kryoliths)

La prima analisi dettagliata fu condotta da Jöns Jacob Berzelius dando come risultati il 54,07% di fluoro (F), il 13,00% di alluminio (Al) e il 32,93% di sodio (Na).
Le medie di nove analisi compiute con la microsonda elettronica sulla criolite della località tipo hanno prodotto il 33,31% di sodio, 13,96% di alluminio e 53,97% di fluoro. Sulla base di sei atomi di fluoro, è stata determinata la formula empirica:
{\displaystyle {\ce {Na_{3,06}Al_{1,09}F_6}}}
che può essere semplificata in
{\displaystyle {\ce {Na_{3,00}Al_{1,00}F_{6,00}}}}
Tenendo conto della diversa posizione strutturale degli atomi di sodio, questa formula corrisponde anche alla formula ufficiale (Na2NaAlF6) dell'IMA per la criolite.
Tra i minerali conosciuti, solo la chiolite (Na5Al3F14) e la khodnevite (Na2AlF5), che è probabilmente identica alla chiolite, hanno l'unica combinazione di elementi sodio-alluminio-fluoro, come si può vedere dalla formula ufficiale IMA per la criolite.
In termini di composizione chimica, la criolite è:
- l'analogo a predominanza Na2 dell'elpasolite (dominata da K2 con formula K2NaAlF6)
- l'analogo a predominanza Na2 della simmonsite (dominata dal litio, con formula Na2LiAlF6)
- l'analogo a predominanza Na2-Na della colquiriite (dominata da Ca-Li, con formula CaLi[AlF6]).

Non è stata ancora dimostrata la possibile formazione di una soluzione solida tra criolite ed elpasolite.

## Caratteristiche fisico-chimiche

### Proprietà fisiche

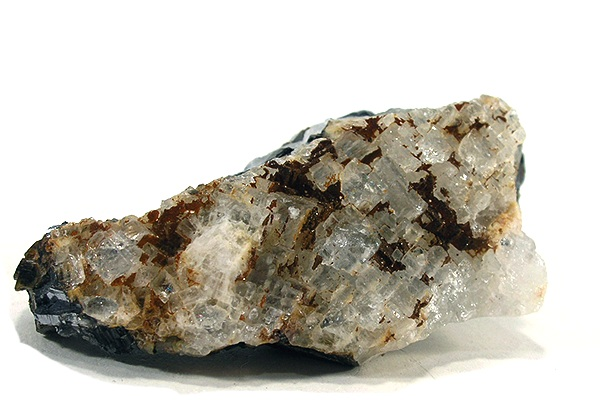
Criolite e siderite dalla miniera di Ivittuut, Groenlandia (dimensioni: 7,4 cm × 3,6 cm × 2,1 cm)

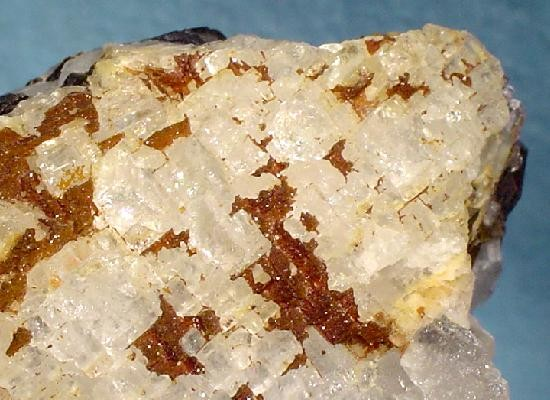
Cristalli di criolite di dimensioni fino a 7 mm accompagnati da siderite e galena provenienti dalla miniera di Ivittuut, Groenlandia (dimensioni: 7,2 cm × 3,5 cm × 2,4 cm)

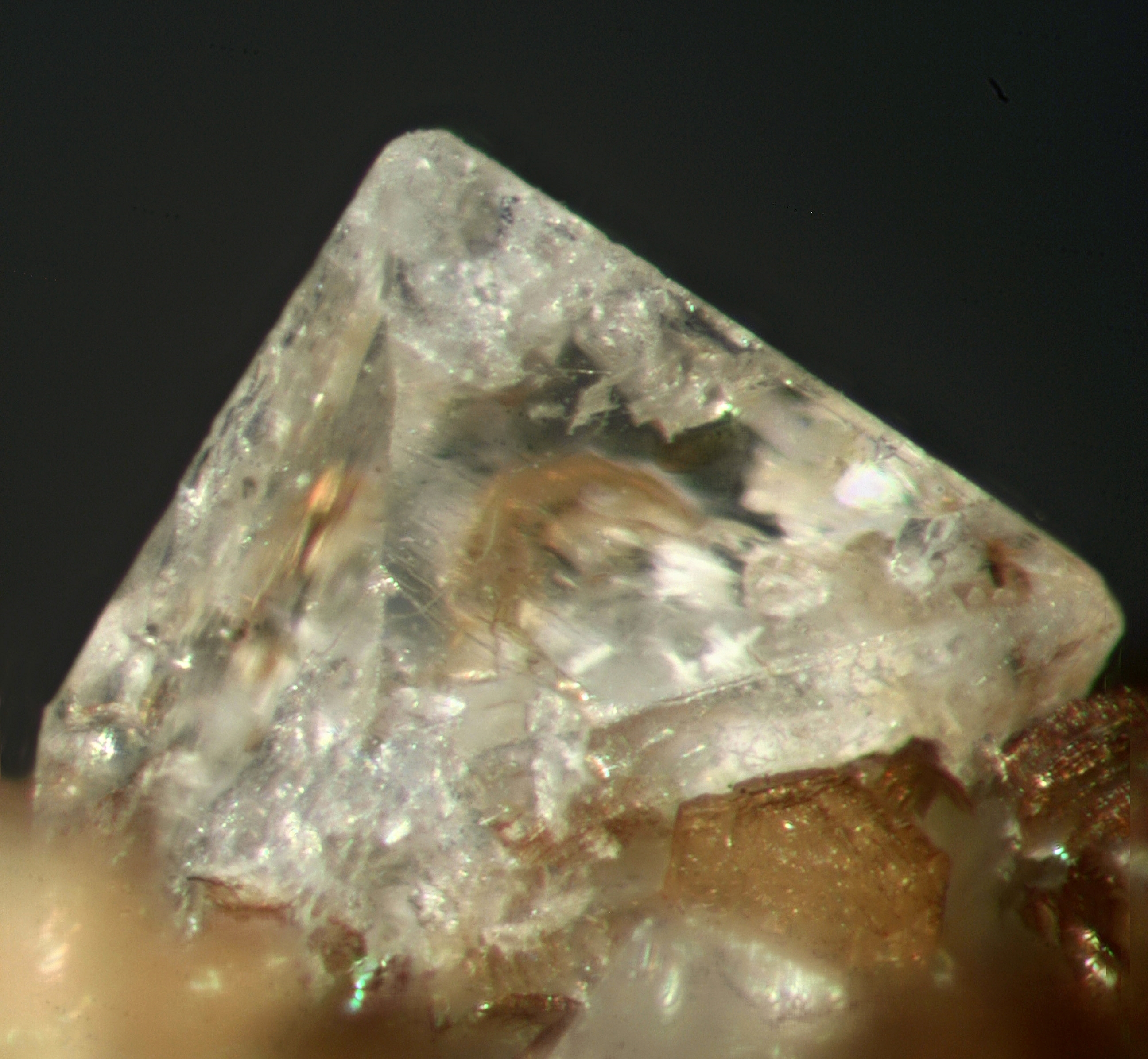
Criolite proveniente da Mont-Saint-Hilaire, Canada

I cristalli di criolite sono limpidi come l'acqua, da incolori a biancastri e bianchi come la neve, ma possono anche essere rossastri, rosso mattone, brunastri, grigi, marrone-neri o neri, mentre il colore nero probabilmente è dovuto al contenuto di materia organica. Il colore dello striscio è bianco. Le superfici della criolite da trasparente a traslucida mostrano una lucentezza umida, simile al vetro, occasionalmente anche una lucentezza grassa. Sulle superfici della base pinacoide {001}, invece, il minerale ha una lucentezza perlacea.
La criolite ha una bassa rifrazione corrispondente a questa lucentezza (nα = 1,339; nβ = 1,339; nγ = 1,340) e birifrangenza quasi inesistente (δ = 0,001). A causa di questa bassa rifrazione, che è quasi identica a quella dell'acqua (l'acqua ha un indice di rifrazione di 1,33300 per la luce diurna con una lunghezza d'onda di λ = 589 nm), la criolite incolore sembra scomparire nell'acqua. Al microscopio di polarizzazione, la criolite è biassialmente positiva, è incolore e non pleocroica al passaggio della luce.
La criolite non ha scissione, ma la divisibilità con le secrezioni in {001} e {110} provoca un effetto simile alla scissione. Poiché l'angolo tra le due superfici di separazione è di 88°, si crea una separazione simile a un cubo. A causa della sua fragilità, il minerale si frattura in modo simile al quarzo o all'ambligonite, con le superfici di frattura che formano conchiglie (come nel quarzo) o irregolari (come nell'ambligonite). La criolite ha una durezza Mohs da 2,5 a 3 per i materiali solidi e una durezza Mohs da 3 a 3,5 per i cristalli, il che la rende uno dei minerali medio-duri che possono essere graffiati con una moneta di rame (come la calcite, minerale di riferimento). La durezza Vickers del minerale è stata determinata sull'area (001) con VHN50 = 346 (286-412) kg/mm². La densità misurata per la criolite è compresa tra 2,96 e 2,98 g/cm³, la densità calcolata è di 2,973 g/cm³.
Il minerale ha deboli proprietà termoluminescenti e diventa giallo intenso alla luce ultravioletta a onde corte, alla fosforescenza gialla e al giallo pallido nella luce ultravioletta a onde lunghe. Secondo altre informazioni, la criolite emette fluorescenza solo raramente e molto debolmente alla luce UV a onde corte (254 nm) rosa, bianco-bluastra, rosso-arancio, rosso-viola, rosa-violaceo o rosa salmone e bianco-bluastro, rosso-viola e rosa-viola alla luce UV a onde lunghe (365 nm).
La criolite di Ivittuut emette fluorescenza più intensamente di color rosso-arancio nella luce UV a onde corte, viola-rosso nella luce UV a onde lunghe. L'attivatore più importante è l'europio (Eu2+). La criolite diventa nera se esposta a fasci di elettroni per lungo tempo, ma scolorisce di nuovo dopo pochi minuti.

### Proprietà chimiche
La criolite è molto facile da sciogliere, anche alla fiamma della candela; il suo punto di fusione è di 1012 °C. Davanti al cannello a soffiatura, si scioglie in uno smalto bianco e colora la fiamma di giallo rossastro. Durante la ricottura nel tubo di vetro aperto, si forma acido fluoridrico (HF). Sul carbone, si scioglie in una perla chiara che diventa opaca quando si raffredda. Una volta raffreddate, le perle di fusione sono rivestite con scheletri cristallini di β-criolite inizialmente cubica (la modifica ad alta temperatura). Dopo la ricottura sul carbone, rimane una crosta, che viene colorata di blu dalla soluzione di nitrato di cobalto (Co(NO3)2).
La criolite è trovata già parzialmente disciolta dall'umidità atmosferica e da quella delle caverne; si scioglie facilmente in acqua (una parte in 2730 parti H2O a 12 °C). Si dissolve facilmente anche in una soluzione di cloruro d'alluminio (AlCl3). La polvere fine si decompone quando riscaldata con acido ossalico acquoso concentrato (C2H2O4) con lo sviluppo di acido fluoridrico. La criolite si dissolve anche completamente in acido solforico concentrato (H2SO4) sempre con sviluppo di acido fluoridrico, ma solo parzialmente in acido cloridrico (HCl).

## Origine e giacitura
La criolite è stata rinvenuta in minerali in fase avanzata in alcune pegmatiti di granito, in graniti alcalini contenenti stagno, in minerali in fase di vapore lungo le fratture e nella massa di fondo di alcune rioliti ricche di fluoro e contenenti topazio. Il minerale è stato trovato anche in baccelli in vena di carbonatite che taglia gneiss di biotite fenitizzata e pure come raro componente autigenico delle marne e degli scisti della "Formazione Green River".
La paragenesi è con pachnolite, thomsenolite, gearksutite, criolitionite, weberite, jarlite, prosopite, chiolite, microclino, quarzo, fluorite, siderite e topazio (per campioni trovati a Ivittuut, Groenlandia); oppure con sodalite, villiaumite, eudialite, lovozerite, natrolite, cabasite ed egirina (per campioni rinvenuti a Mont-Saint-Hilaire, Canada).
La criolite non è un minerale molto comune ed è stato trovato in pochi siti sparsi per il mondo. Ci sono la località tipo, Ivittuut nei pressi di Sermersooq in Groenlandia e, sempre in questo Stato, anche a Nellusivik vicino a Qeqqata.
Altri siti, solo per citarne alcuni, sono: Lunner (Norvegia); negli oblast' di Oblast' di Donec'k e di Žytomyr (Ucraina); in diversi siti della Russia (gli oblast' di Chelyabinsk e di Murmansk, solo per citarne alcuni); nel distretto di Harghita (Romania); a Radlin (nel distretto di Wodzisław Śląski, Polonia); molte contee degli Stati Uniti (come le contee di Grafton, di Emery e di Fremont); nella regione di Khomas e di Otjozondjupa (Namibia); nella regione di Kidal (Mali).

## Sintesi
Poiché le riserve dell'unico giacimento di criolite non erano sufficienti a soddisfare le esigenze della fusione dell'alluminio, ora questo viene prodotto quasi esclusivamente artificialmente. La sintesi tecnica può essere realizzata in modi diversi, a seconda della base di materie prime disponibili.

### Processo con acido fluoridrico
Nel processo con l'acido fluoridrico, nel primo passaggio, l'ossido di alluminio viene fatto reagire con acido fluoridrico al 40-60% a 70 °C:
{\displaystyle {\ce {12 HF +Al2O3 $\cdot $3 H2O -> 2 AlF3 $\cdot $3 HF + 6 H2O}}}
L'acido fluoridrico per questa reazione è ad esempio ottenuto dalla fluorite. Nella seconda fase, la criolite viene precipitata aggiungendo idrossido di sodio, carbonato di sodio o cloruro di sodio e quindi filtrata e calcinata a 600°C.
{\displaystyle {\ce {2 AlF3 $\cdot $3 HF + 6 NaOH -> 2 AlF3 $\cdot $3 NaF v + 6 H2O}}}
{\displaystyle {\ce {2 AlF3 $\cdot $3 HF + 3 Na2CO3 -> 2 AlF3 $\cdot $3 NaF v + 3 H2O + 3 CO2}}}
{\displaystyle {\ce {2 AlF3 $\cdot $3 HF + 6 NaCl -> 2 AlF3 $\cdot $3 NaF v + 6 HCl}}}
Tra il 1965 e il 1970 è stato sviluppato un processo continuo con una capacità di 8000 tonnellate/anno basato sull'alluminato di sodio, poco costoso:
{\displaystyle {\ce {12 HF +Al2O3 $\cdot $6 NaOH -> 2AlF3$\cdot $3 NaF + 9 H2O}}}

### Processo con acido fluorosilicico
L'acido fluorosilicico (H2SiF6), che è un sottoprodotto della produzione di acido fluoridrico e fluoruro di alluminio, ma soprattutto di perfosfati, è la base di questi processi. Il fluoruro d'ammonio (NH4F) si forma come possibile intermedio:
{\displaystyle {\ce {H2SiF6 + 6 NH4OH -> 6 NH4F + SiO2 + 4 H2O}}} (I)
{\displaystyle {\ce {12 NH4F + Al2O3 $\cdot $6 NaOH + 3 H2O -> 2AlF3 $\cdot $3 NaF + 12 NH4OH}}}
È anche possibile convertire il fluoruro di ammonio con AlF3 in esafluoralluminato di ammonio ((NH4)3[AlF6]) come prodotto intermedio, che può poi reagire con idrossido di sodio (NaOH) o cloruro di sodio (NaCl).
{\displaystyle {\ce {3 NH4F + AlF3 -> AlF3 $\cdot $3 NH4F}}}
{\displaystyle {\ce {AlF3 $\cdot $3 NH4F + 3 NaOH -> 2 AlF3 $\cdot $3 NaF + 3 NH4OH}}}
Un'altra via di sintesi è la preparazione di (a) fluoruro di alluminio e (b) fluoruro di sodio dall'acido fluorosilicico e la loro reazione reciproca:
{\displaystyle {\ce {3 NaF + AlF3 -> AlF3 $\cdot $3 NaF}}}
Al posto dell'acido fluorosilicico, l'esafluorosilicato di sodio (Na2[SiF6]) può anche essere utilizzato come materiale di partenza per la formazione di fluoruro di sodio, che può poi reagire con alluminato di sodio.

## Utilizzi
(Ove Balthasar Bøggild: Mineralogia Groenlandica (1905, volume 114))

Il giacimento di criolite della Groenlandia è stato sfruttato fin dal 1854; entro il 1901 ne erano state estratte complessivamente 307 731 tonnellate. Nel 1901 la produzione fu di 8 125 tonnellate, di cui 5 089 tonnellate esportate in America e 2 954 tonnellate in Europa. Il picco di produzione annuale nei primi 50 anni si verificò nel 1897 e ammontò a 13 361 tonnellate. Dalla metà del XX secolo fino alla fine dell'attività mineraria nel 1962, venivano prodotte circa 30 000 tonnellate di criolite all'anno. In totale, il deposito ha prodotto 3,7 milioni di tonnellate di minerale con un contenuto di criolite del 58%. Per molto tempo la criolite della Groenlandia è stata il minerale di alluminio più importante e veniva utilizzata anche per la produzione di soda.

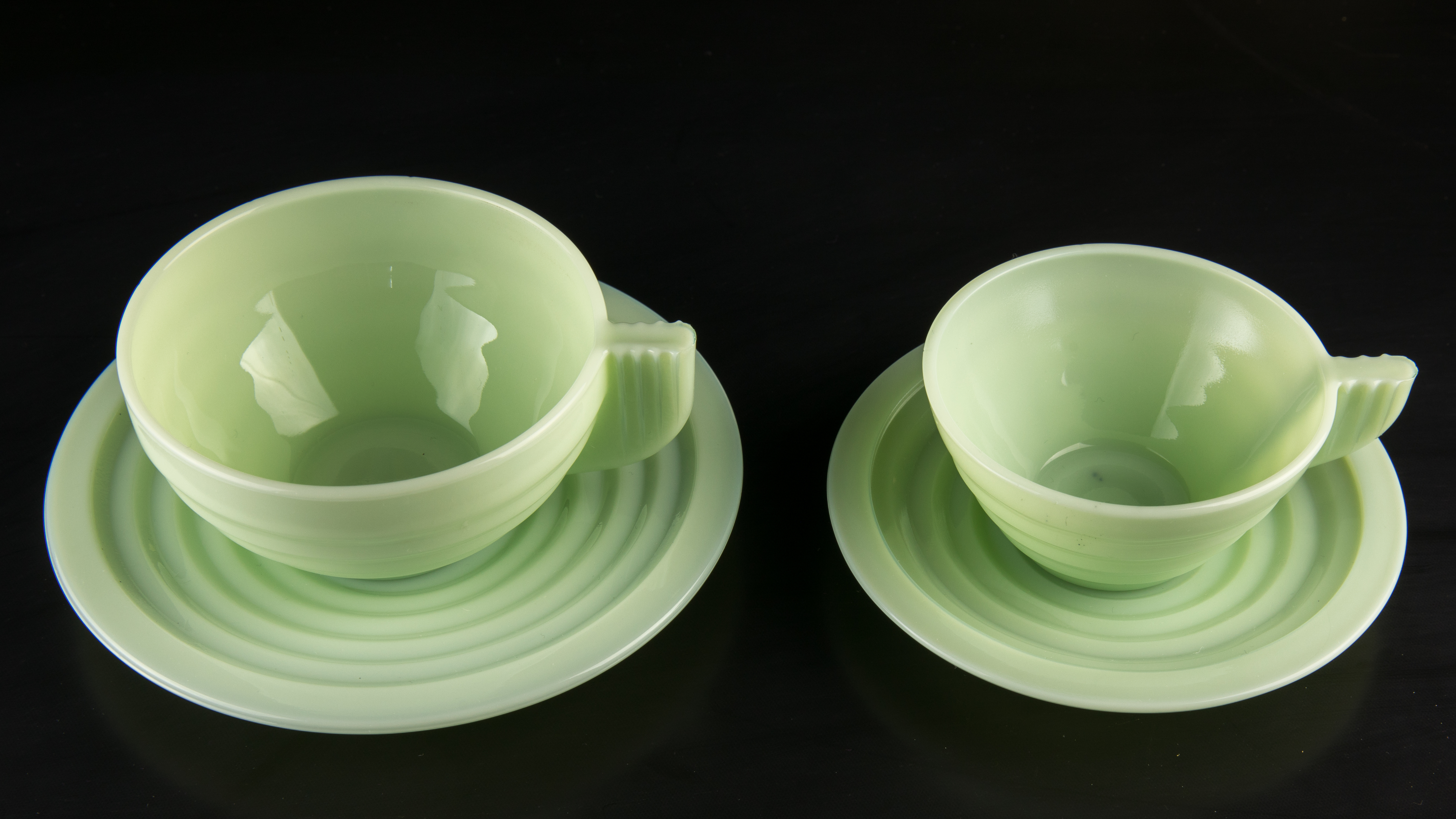
Tazze e sottotazze in vetro opalino

A partire dall'inizio del XX secolo circa, veniva ancora utilizzato per la produzione di alluminio e per la produzione di vetro opalino e smalto per la ferramenta.
Un'applicazione su larga scala della criolite è stata l'elettrolisi del sale fuso per produrre alluminio (processo di Hall-Héroult, messo a punto nel 1886/87), anche se dalla fine del XIX secolo e al più tardi dal 1987 è stata utilizzata solo la criolite prodotta artificialmente dalla fluorite, che sfrutta il punto di fusione relativamente basso della criolite (1012 °C). L'ossido di alluminio (corindone), il materiale di partenza per l'elettrolisi, ha un punto di fusione di 2050 °C. La miscela eutettica viene utilizzata per l'elettrolisi del sale fuso; è composta per il 18,5% da ossido di alluminio (Al2O3) e per l'81,5% da esafluoroalluminato di sodio (Na3[AlF6]). Il punto di fusione dell'eutettico è quindi 960 °C: solo questa temperatura di esercizio relativamente bassa consente l'applicazione su larga scala dell'elettrolisi del sale fuso.
La criolite allo stato fuso, inoltre, è il componente principale delle celle elettrolitiche da cui si ottiene l'alluminio.
Nel vetro criolitico, utilizzato per realizzare protesi oculari, la criolite agisce come opacizzante, conferendo al vetro un'opacità bianco-lattea.
Nonostante la loro morbidezza e il loro "aspetto sfocato", i cristalli monoclini trasparenti e incolori sono stati occasionalmente lucidati.
La modifica da β-criolite cubica a α-criolite monoclina, che avviene a una temperatura di circa 560 °C, è utilizzata come un importante termometro geologico per chiarire le condizioni di formazione delle rocce.
Inoltre, il colore giallo dei fuochi d'artificio è dato non solo dall'ossalato di sodio (Na2C2O4) e dal nitrato di sodio (NaNO3), ma anche dall'esafluoroalluminato di sodio(III) e quindi dalla criolite artificiale.

## Avvertenze per la salute
Il composto minerale o chimico è classificato come pericoloso per la salute e per l'ambiente. L'inalazione e la deglutizione di particelle di criolite sono particolarmente dannose per la salute e possono causare disturbi acuti alle vie respiratorie con dispnea funzionale (difficoltà a respirare) e, in ultima analisi, enfisema polmonare. Altre conseguenze includono perdita di appetito, nausea, vomito e costipazione.
A lungo termine, la criolite ha un effetto tossico su ossa, denti e reni.